# 칠성장어과
칠성장어과(七星長魚科, Petromyzontidae)는 칠성장어목에 속하는 어류 과이다. 척추동물 중에서 가장 많은 수의 염색체(164–174)를 갖고 있다.

## 하위 속
- 카스피칠성장어속 (Caspiomyzon)
- 태평양칠성장어속 (Entosphenus)
- 칠성말배꼽속 (Eudontomyzon)
- 밤칠성장어속 (Ichthyomyzon)
- 람페트라속 (Lampetra)
- 다묵장어속 (Lethenteron)
- 바다칠성장어속 (Petromyzon)
- 멕시코칠성장어속 (Tetrapleurodon)